# Glenn County
Das Glenn County ist ein County im Norden des US-Bundesstaats Kalifornien. Der Sitz der Countyverwaltung (County Seat) befindet sich in Willows.

## Geschichte
Das Glenn County wurde 1891 aus Teilen des Colusa Countys gebildet. Er wurde nach Dr. Hugh J. Glenn benannt, der der größte Weizenlandwirt seiner Zeit in der Gegend war.
2 Bauwerke des Countys sind im National Register of Historic Places eingetragen.

## Demografische Daten
Nach der Volkszählung im Jahr 2000 lebten im Glenn County 26.453 Menschen. Es gab 9172 Haushalte und 6732 Familien. Die Bevölkerungsdichte betrug 8 Einwohner pro Quadratkilometer. Ethnisch betrachtet setzte sich die Bevölkerung zusammen aus 71,78 % Weißen, 0,59 % Afroamerikanern, 2,09 % amerikanischen Ureinwohnern, 3,38 % Asiaten, 0,13 % Bewohnern aus dem pazifischen Inselraum und 18,18 % aus anderen ethnischen Gruppen; 3,86 % stammten von zwei oder mehr ethnischen Gruppen ab. 29,64 % der Bevölkerung waren spanischer oder lateinamerikanischer Abstammung.
Von den 9172 Haushalten hatten 38,10 % Kinder und Jugendliche unter 18 Jahre, die bei ihnen lebten. 56,70 % waren verheiratete, zusammenlebende Paare, 10,90 % waren allein erziehende Mütter. 26,60 % waren keine Familien. 22,00 % waren Singlehaushalte und in 10,70 % lebten Menschen im Alter von 65 Jahren oder darüber. Die Durchschnittshaushaltsgröße betrug 2,84 und die durchschnittliche Familiengröße lag bei 3,33 Personen.
Auf das gesamte County bezogen setzte sich die Bevölkerung zusammen aus 30,80 % Einwohnern unter 18 Jahren, 8,70 % zwischen 18 und 24 Jahren, 26,80 % zwischen 25 und 44 Jahren, 20,70 % zwischen 45 und 64 Jahren und 13,00 % waren 65 Jahre alt oder darüber. Das Durchschnittsalter betrug 34 Jahre. Auf 100 weibliche Personen kamen 102,20 männliche Personen, auf 100 Frauen im Alter ab 18 Jahren kamen statistisch 99,50 Männer.
Das jährliche Durchschnittseinkommen eines Haushalts betrug 32.107 USD, das Durchschnittseinkommen der Familien betrug 37.023 USD. Männer hatten ein Durchschnittseinkommen von 29.480 USD, Frauen 21.766 USD. Das Prokopfeinkommen betrug 14.069 USD. 18,10 % Prozent der Bevölkerung und 12,50 % der Familien lebten unterhalb der Armutsgrenze. 26,30 % davon waren unter 18 Jahre und 7,60 % waren 65 Jahre oder älter.

## Orte im County
- Orland City
- Willows City (County Seat)
- Artois place
- Elk Creek place
- Hamilton City

## Ansichten

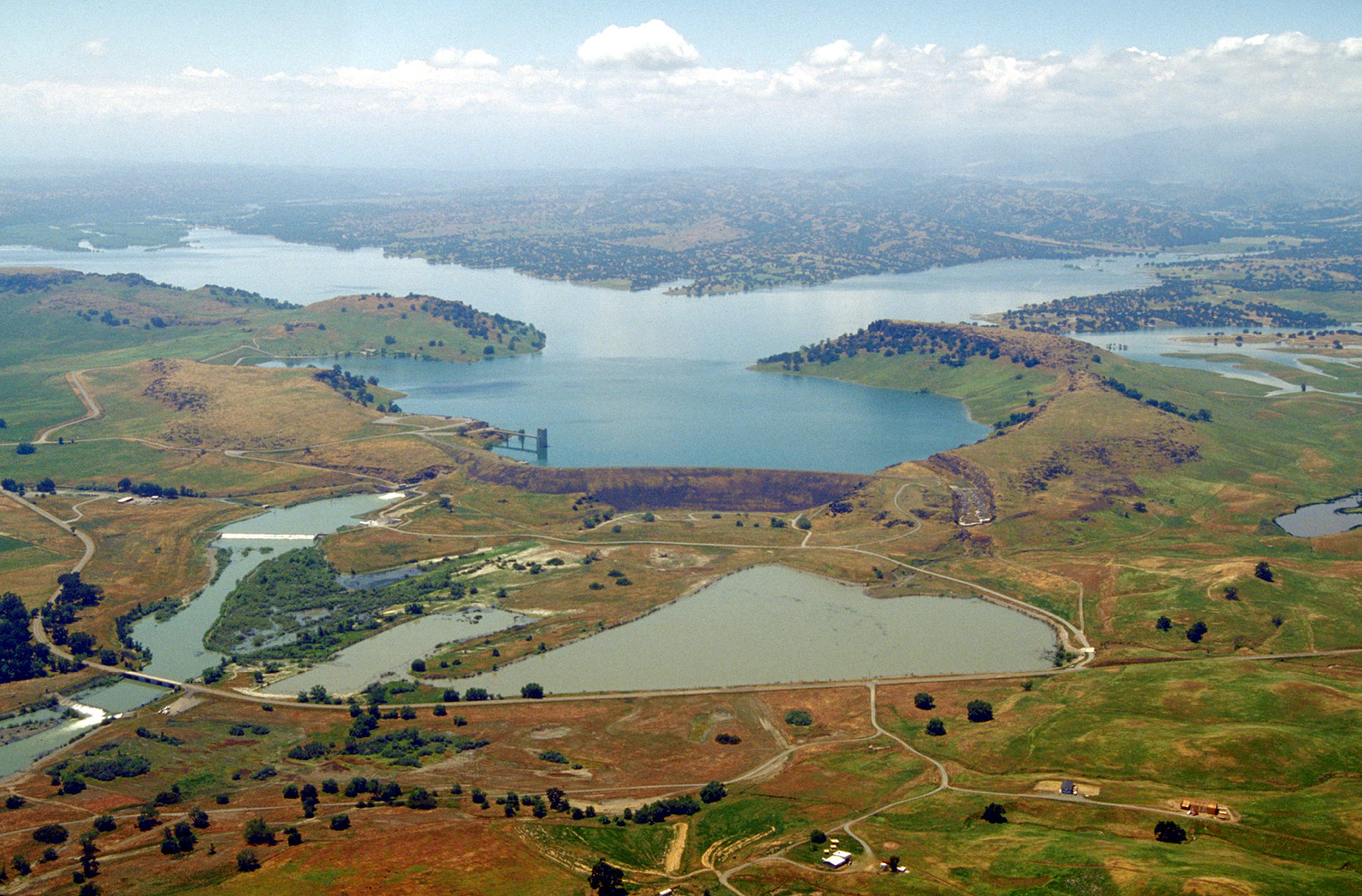
Der Black Butte Lake mit dem Black Butte Damm
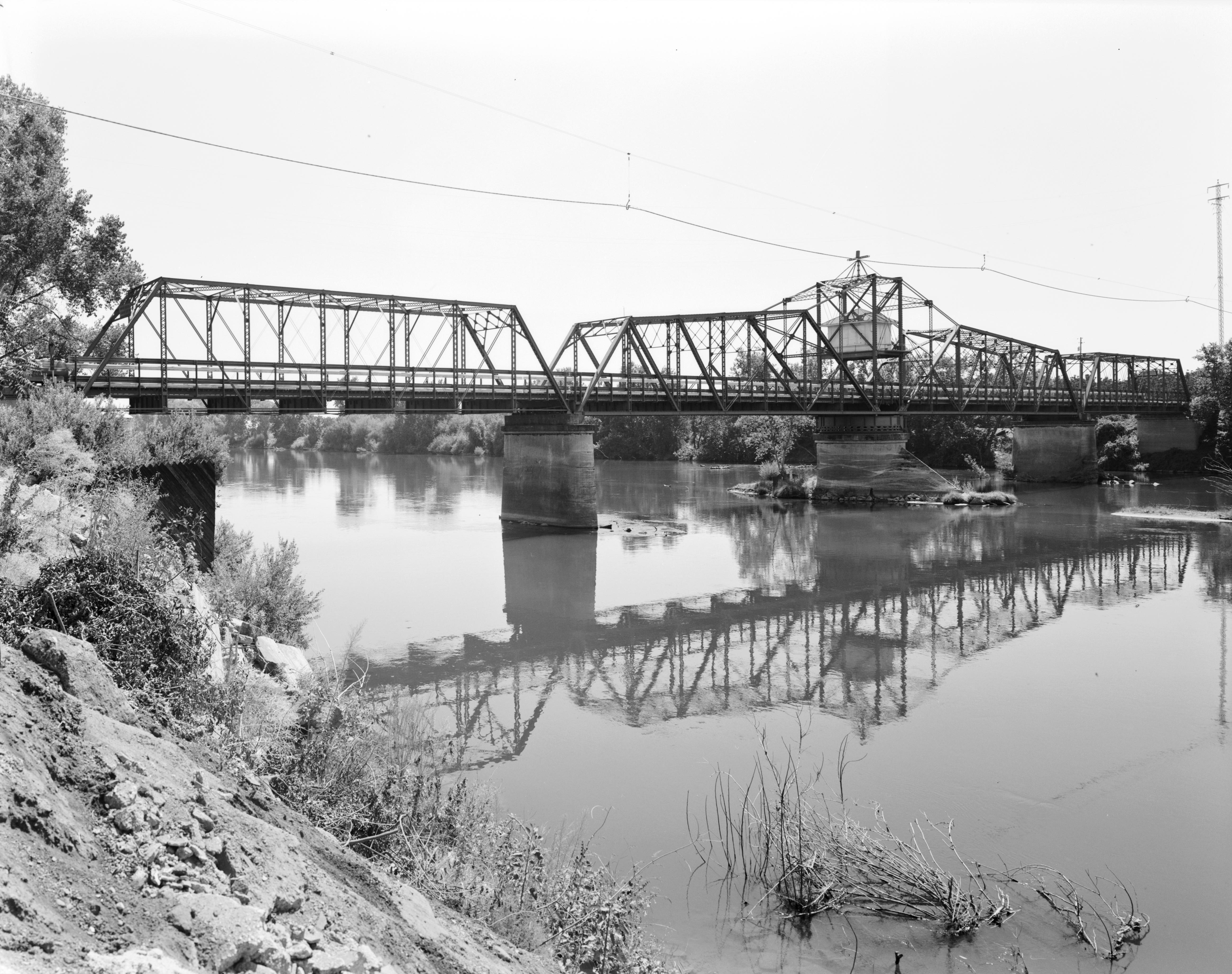
Die Gianella Bridge, gelistet im NRHP Nr. 82004614[5] über dem Sacramento River
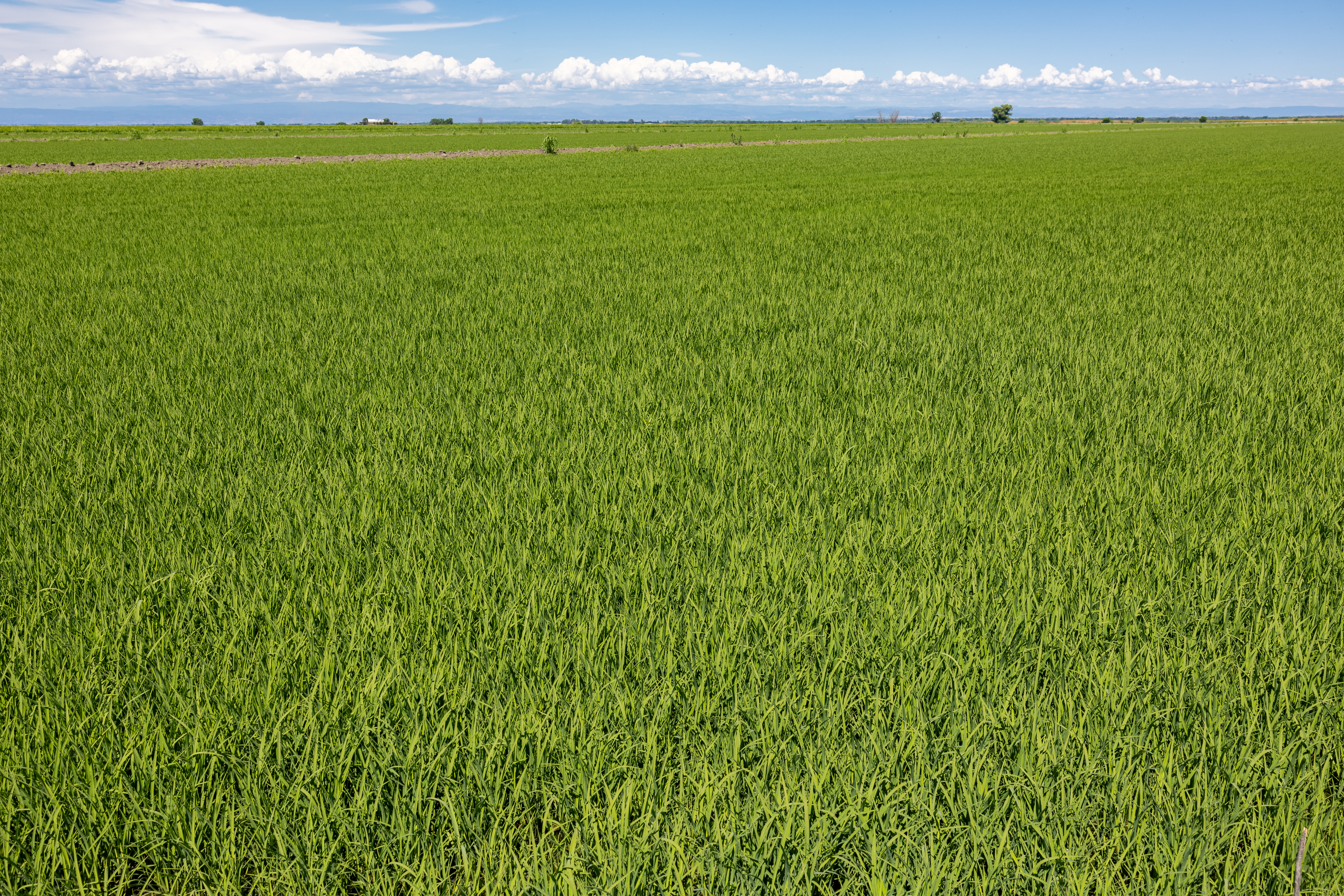
Reisfeld entlang Road 61